# Băjani
Băjani – wieś w Rumunii, w okręgu Buzău, w gminie Vadu Pașii. W 2011 roku liczyła 711 mieszkańców.